# Liste des voies de Vernon
Cette liste énumère les voies - chemins, impasses, place, rues et ruelles, , etc. - de la ville de Vernon.
- Haut – A
- B
- C
- D
- E
- F
- G
- H
- I
- J
- K
- L
- M
- N
- O
- P
- Q
- R
- S
- T
- U
- V
- W
- X
- Y
- Z

## A
- Abbaye du Trésor (Rue de l')[1]
- Abbé Theroude (Rue de l')
- Adolphe Vard (Rue)
- Aimé Césaire (Rue)
- Albufera (Rue d') / Rue Louis Napoléon Suchet, duc d')
- Alsace-Lorraine (Rue)
- Ambroise-Bully (Rue)
- Amezi (Côte d')
- Anatole France (Mail)
- Ancienne Halle (Place de l')
- Andelys (Route des)
- André-Bourdet (Rue)[1]
- André Touflet (Rue)
- Ange (Rue de l')
- Anne-de-La-Vigne (Rue)
- Antonin Collet-Billon (Boulevard)
- Ardèche (Avenue de l')  Site classé (1932)[2]
- Aristide Briand (Rue)
- Arsenal (Rue de l')
- Artisanat (Rue de l')
- Auges (Rue des)
- Aylmer (Boulevard d')

## B
- Bad Kissingen (Rue de)[1]
- Badel (Bois)
- Barette[3] (Place Adolphe-)
- Baron Schickler (Rue)
- Bataille de Cocherel (Rue de la)
- Bâtisseurs (Rue des)
- Bayard (Voie)
- Beaurand (Côte)
- Belges (Rue des)[1]
- Benjamin-Pied (Rue)[1]
- Berg-op-Zoom (Ruelle)
- Bichelin (Voie)
- Bichelins (Résidence les)
- Bizy (Rue de)
- Blanchères (Rue des)
- Blaru (Voie de)
- Bleuets (Rue des)
- Bois des Monts (Chemin du)
- Bon Dieu (Sente du)
- Bonaparte (Rue)
- Bouche Manon
- Boucherie (Rue de la)
- Bouches Manon (Allée, des)
- Bouquet (Rue)
- Bourbon-Penthièvre (Rue)
- Bourdines (Rue des)
- Bras Saint-Jean (Rue)
- Briet (Ruelle)
- Briochet (Ruelle)
- Briqueterie (Rue de la)
- Brosse (Sente de la)

## C

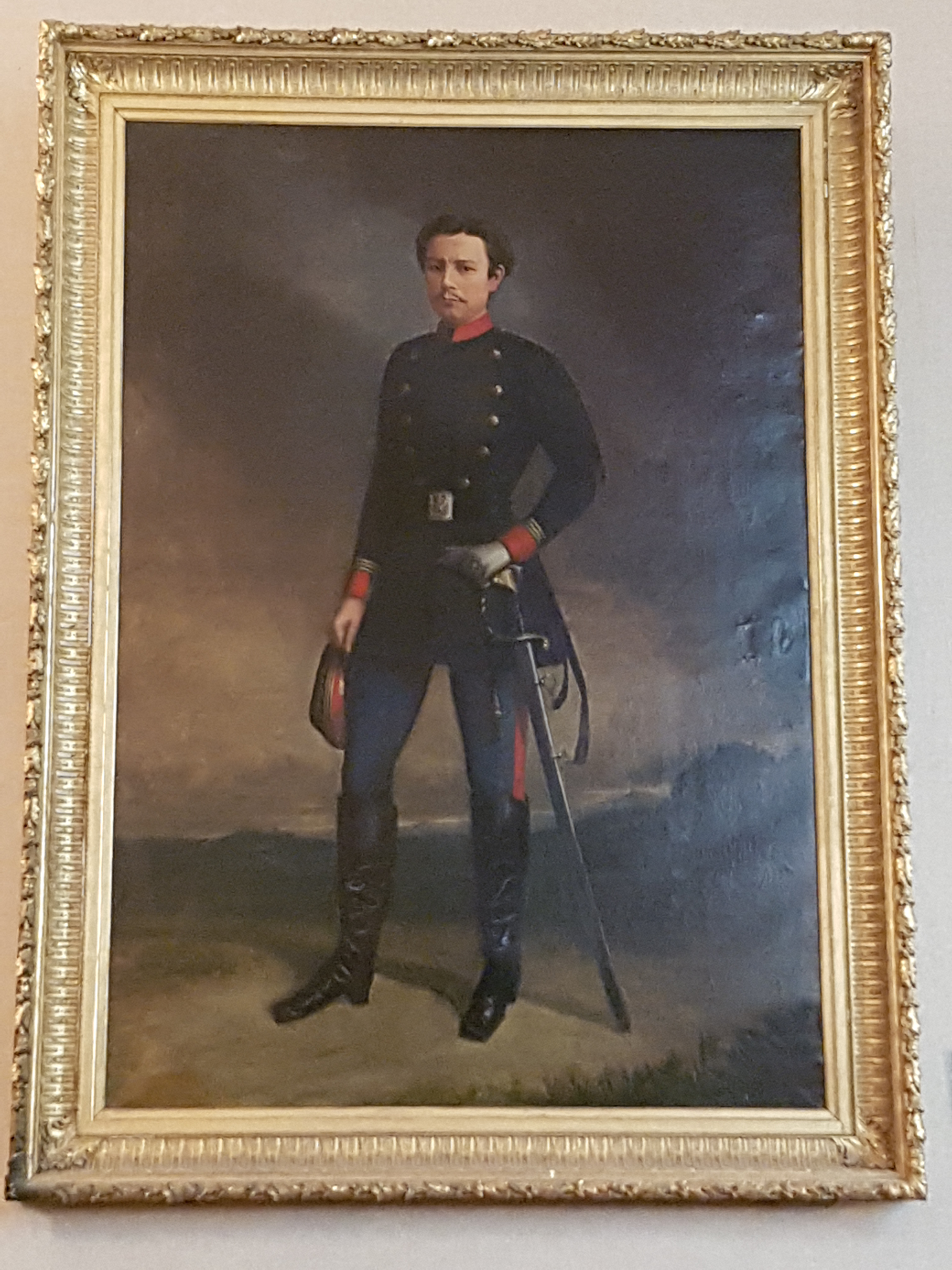
Le capitaine Rouveure.

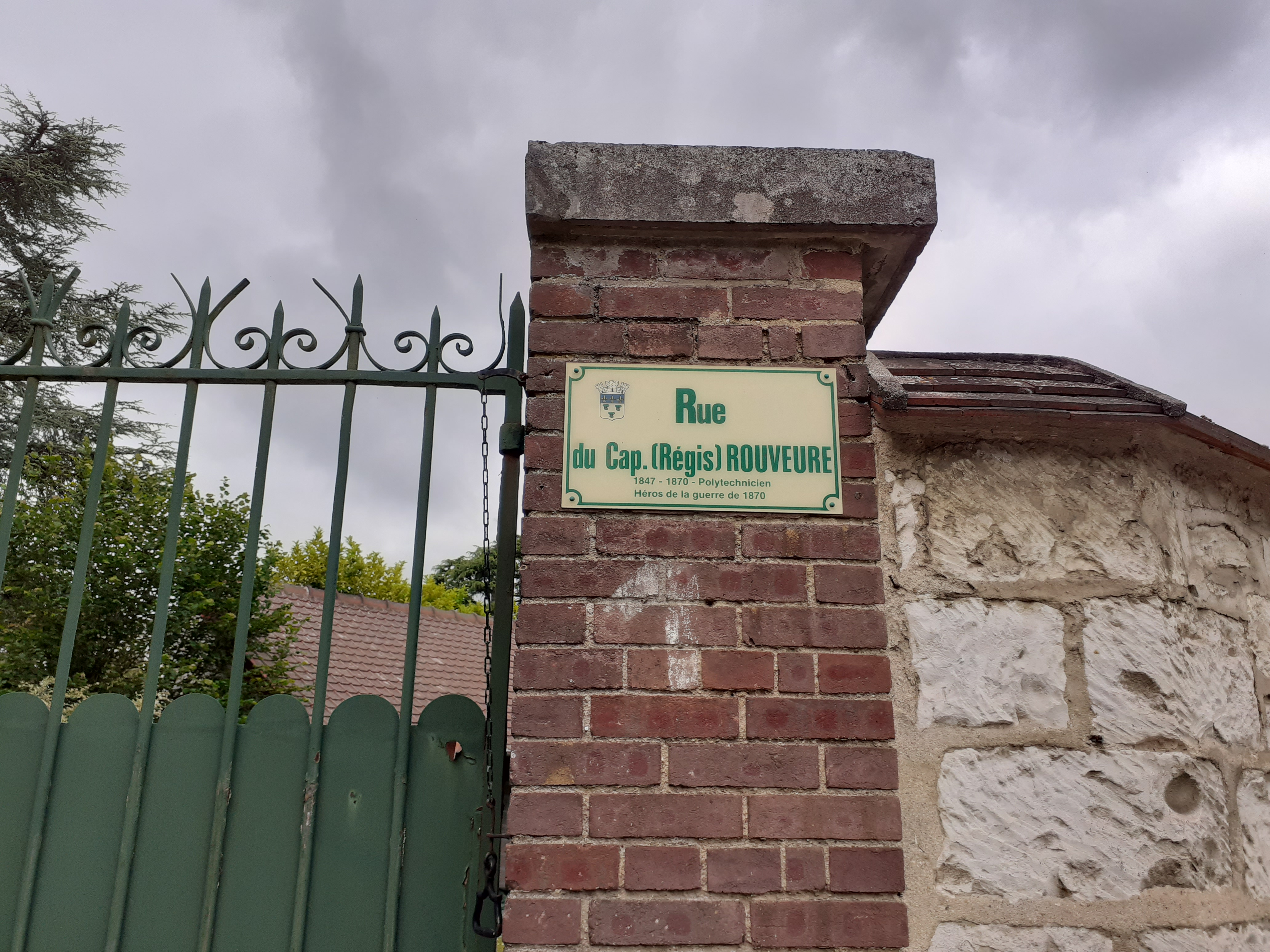
Plaque de rue.

- Caméré (Quai)[1]
- Capitaine Rouveure (Rue du)
- Capitaine Thibout (Rue du)[1]
- Capucins (Avenue des)[1]
- (Sadi-)Carnot (Rue)
- Carreaux (Rue des)
- Carrières (Chemin des)
- Castors (Rue des)
- Cauvin (Sente dite Ruelle)
- Caumont (Sente de)
- Cauvin (Rue)
- Cendrier (Impasse du)
- Cendrier (Rue du)
- Chambray (Route de)
- Champs Bourgs (Rue des)
- Champsbourgs (Cité des)
- Chant des Oiseaux (Rue du)
- Chantereine (Place)
- Chapitre (Rue du)
- Charles-de-Gaulle (Place)[1]
- Charles-Garnuchot[3] (Quai)[1], IGPC[4]
- Charpentier (Place Julie)[1]
- Chartreux (Chemin des)
- Chartreux (Rue des)
- Châteaux (Sente des)
- Chauffour (Rue de)
- Chaussée (Impasse de la)
- Chaussée (Rue de la)
- Chemin de Fer (Rue du)
- Cheminées (Sente des)
- Chico-Mendes (Rue)
- Cidreraie (Impasse de la)
- Cité des Haguelets
- Claude Cambour (Allée)
- Claude Monet (Rue)
- Clermont (Voie de)
- Clos Dumesnil (Rue du)
- Colonel Léo Levasseur (Rue du)
- Copernic (Rue)
- Coq (Rue du)
- Côte (Rue de la)
- Côte de la Fontaine (Rue)
- Coteaux (Rue des)
- Coteaux de Bizy (Rue des)
- Cour (Fosse de la)
- Croix Rouge (Rue de la)
- Croix d'Epine (Cours de la)
- Croix d'Epine (Rue de la)
- Croquet (Rue de)
- Croquet (Sente du)
- Cuvette (Chemin de la)

## D
- Damelon (Sentier du)
- Dames (Chemin des)
- Dames (Impasse des)
- Damlon (Rue du)
- Delbrouck (Rue)
- Dessous du Bois Badel (Au)
- Diamant (Allée)
- Docteur-Burnet (Rue du)
- Docteur-Chanoine (Rue du)[1]
- Docteur-Amédée-Devignevielle (Rue du)
- Docteur Vattier (Rue du)
- Dohains (Sente des)

## E
- Écureuils (Rue des)
- Écuries des Gardes (Rue des) Site classé (1932)[2]
- Édith Blanchet (Rue)
- Edmond Meyer (Rue)
- Édouard Ruy (Rue)
- Églantier (Rue de l')
- Émile Loubet (Rue)
- Émile-Steiner (Rue)[1]
- Érigots (Rue des)
- Étoupée (Rue)
- Évreux (Place d')
- Évreux (Route d')

## F
- Fagets (Rue des)
- Ferme (Rue de la)
- Fernand Léger (Rue)
- Fichet (Rue)
- Folenrue (Rue de)
- Fond de Cour Caille
- Fond de Croquet (Chemin du)
- Fond du Croquet
- Fond du Perouset (Sente du)
- Fontaine (Clos, de la)
- Fontaine (Rue de la)
- Fontaines (Sente des)
- Fontenelles (Cours des)
- Fontenelles (Rue des)
- Forêt (Rue de la)
- Forêt de Bizy
- Forêt de Vernon
- Fosse Diard (Sente de la)
- Fourneaux (Chemin des)
- François-Décorchemont (Rue)[1]
- Frênes (Rue des)
- Futaie (Cours de la)
- Futaie (Rue de la)

## G
- Gabriel-Pérelle (Rue)
- Gabriel-Rogier (Rue)[1]
- Gambetta (Avenue) Site classé (1932)[2]
- Gamilly (Rue de)
- Gare (Place de la)
- Gare (Rue de la)
- Garnier-Saint-Yrier[3] (Rue)[1]
- Général Joseph Le Suire (Rue du)
- Genêts (Rue des)
- Georges André (Rue)
- Georges-Azémia[3] (Boulevard)
- Georges Carpentier (Rue)
- Georges Clemenceau (Rue)
- Georges Doublet (Rue)
- Gerbes (Rue des)
- Germaine-Tillion (Rue)
- Girondine (Rue de la)
- Gisors (Route de)
- Giverny (Route de)
- Glatigny
- Glatigny (Rue de)
- Grand Sentier (Chemin du)
- Grand Val
- Grande Île Site classé (1985)[5]
- Grandes Promenades (Mail, les)
- Grands Renards (Rue des)
- Gravelle (Rue de la)
- Grévarin (Impasse)
- Grévarin (Rue du)
- Griottes (Rue des)
- Gros Fours
- Grosse Borne (Rue de la)
- Grosses Eaux (Sentier des)
- Guitoune (Rue de la)
- Guy de Maupassant (Voie)
- Gymnase (Rue du)

## H
- Haguelets (Chemin des)
- Halage (Chemin de)
- Henri-Dunant (Rue)[1]
- Herbaudière (Résidence la)
- Hersents (Sentier des)
- Horloge (Rue de l')
- Hôtel du Pré (Rue de l')
- Hubert-Curien (Avenue)[1]
- Huiliers (Rue aux)
- Huit Portes (Rue des)

## I
- Île Brécourt (Île)
- Île Corday (Île) Site classé (1932)[2]
- Île Hébert (Île)
- Île Saint-Jean (Île)
- Île Saint-Pierre (Île)
- Île-de-France (Avenue de l')
- Île de l'Horloge (Île)
- Île de l'Horloge (Rue de l')
- Île du Talus (Île)
- Industrie (Rue de l')
- Isambard (Boulevard)
- Ivry (Route d')

## J
- Jacques-Chirac (Quai)
- Jaudin (Rue)[1]
- Jean Drouilly (Rue)
- Jean Jaurès (Boulevard)
- Jean Ourry (Rue)
- Jean Sorlet (Boulevard)
- Jérôme d'Arcona (Rue)
- Jules Soret[3] (Rue)
- Julie-Charpentier (Place)[1]
- Julien Devos (Boulevard)
- Justice (Chemin de la)
- Justice (Côte de la)

## K
- Kléber Lerouge (Rue)

## L
- La Cote Sur l'Eau
- La Demi Lune
- La Longue Raie
- La Mare Sainte Catherine
- La Mare Saudrerie
- La Paquette
- La Queue d'Haye
- Landes (Rue des)
- Lares (Sente des)
- Le Desert
- Le Grand Val
- Le Maney (Rue)
- Le Petit Croquet
- Le Petit Parc
- Le Petit Val
- Le Ruisseau
- Le Soucy
- Le Val Meux
- Lebrun (Rue)
- Lechebarbes (Sente des)
- Lemarchand (Sentier)
- Leo Levasseur (Rue)
- Léon-Goché (Rue)[1]
- Les Bas Lards
- Les Bichelins
- Les Blanchères et Carreaux
- Les Bleuets (Résidence)
- Les Bourdines
- Les Cereants
- Les Couardes
- Les Douers
- Les Egmonts
- Les Fagets
- Les Fangeux
- Les Fonds de Rouen
- Les Fontaines
- Les Fontenelles
- Les Fourneaux
- Les Gratinieres
- Les Hauts Lards
- Les Hersents
- Les Marronniers
- Les Moras
- Les Plantes
- Les Sablons
- Lieutenant Aviateur Astouin (Rue du)[1]
- Lodards (Boulevard des)
- Louis Aragon (Rue)
- Louis Hébert[3] (Rue)
- Louis Jacques Thénard (Sente)
- Louis de Funès (Sente)
- Louise Damasse (Rue)

## M
- Ma Campagne
- Madeleine (Rue de la)
- Magny (Route de)
- Mai (Rue de)
- Malot (Ruelle)
- Marché aux Chevaux (Cours du) Site classé (1932)[2]
- Maréchal Foch (Avenue du) Site classé (1932)[2]
- Maréchal Leclerc (Boulevard du)
- Maréchal Montgomery (Avenue du)[1]
- Maréchal de Belle-Isle (Rue du)
- Maréchal de Lattre de Tassigny (Avenue du)
- Marne (Rue de la)
- Marronniers (Rue des)
- Marzelles (Rue de)
- Massa (Rue de)
- Maurice-Pinard (Rue)
- Mauvillesse (Sentier de la)
- Médard Thoriez (Impasse)
- Messe (Chemin de la)
- Michel-Decorde (Place)
- Mines (Chemin des)
- Mont Roberge (Rue du)
- Mont de Bizy
- Montigny (Rue de)
- Morats (Sentier des)
- Moreaux (Sente des)
- Moulins (Rue des)
- Moussel (Rue du)

## N
- Nation (Rue de la)
- Nelson Mandela (Place)
- Normandie (Rue de)
- Noyer de la Place (Rue du)

## O
- Ogerau (Rue Frédéric)
- Olympe-de-Gouges (Rue)
- Orée du Bois (Rue de l')
- Ormetaie (Sente de l')

## P
- Panilleuse (Rue de)
- Parc (Rue du)
- Paris (Avenue de)
- Paris (Place de)
- Pasteur (Passage)
- Paul Doumer (Rue)
- Pénitents (Résidence, des)
- Pénitents (Rue des)
- Pérouset (Rue de)
- Petit Val
- Petit Val (Rue du)
- Picards (Allée, des)
- Pierre Bonnard (Rue)
- Pierre Le Tellier (Rue)
- Pierre Maubert (Rue)

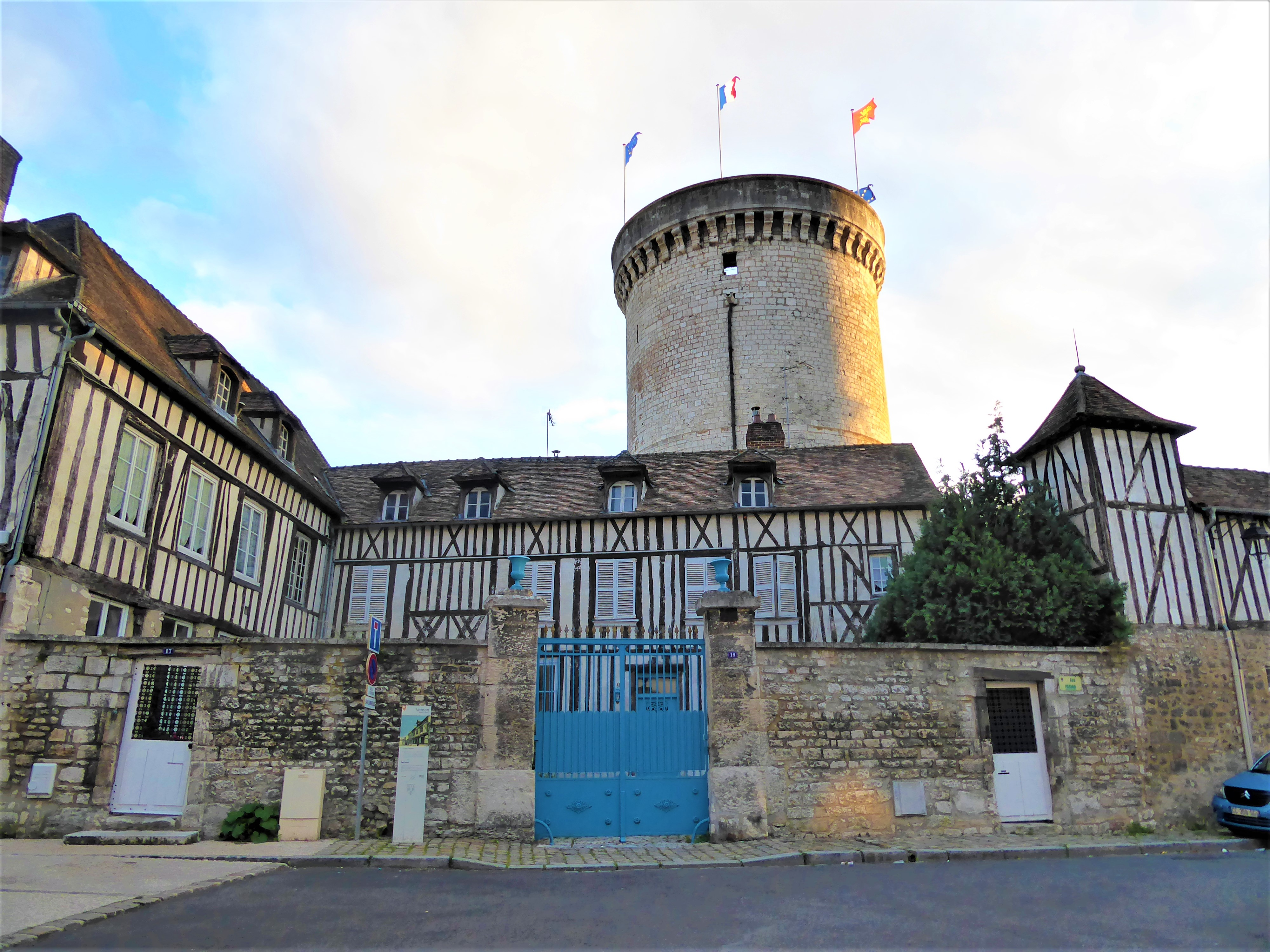
La rue Potard passe au pied de la tour des Archives.

- Pierre Mendès-France (Avenue) Site classé (1932)[2]
- Piquet (Chemin)
- Plantes (Rue des)
- Plantes (Sentier des)
- Point du Jour (Rue du) Site classé (1932)[2]
- Pommiers (Rue des)
- Pont (Rue du)
- Pontonniers (Rue des)
- Porte Hachette (Rue)
- Potard (Rue)
- Poterie (Rue de la)
- Poterie (Sentier de la)
- Prés (Rue des)
- Pressagny (Rue de)
- Procession (Rue de la)

## Q
- Québec (Rue du)
- Queue d'Haye (Route de la)

## R
- Rabelin (Rue du)
- Rame (Champ)
- Ravine (Rue de la)
- Renaissance (Rue de la)
- René-Cassin (Sente)
- René-Tomasini (Rue)
- République (Place de la) Site classé (1932)[2]
- Richard (Sente)
- Riquier (Rue Charles-Joseph)
- Robert-Schuman (Rue)
- Robert de Thibouville (Rue)
- Ronde (Chemin de)
- Rosiers (Rue des)
- Rouen (Avenue de)
- Roule (Côte du)
- Roule aux Potiers (Chemin du)
- Roule du Mont Roberge (Rue)
- Rouliers (Chemin des)
- Roy (Chemin du)
- Ruisseau (Rue du)

## S
- Sadi-Carnot (rue)
- Saint-Just (Chemin de)
- Saint-Jacques (Rue)
- Saint-Lazare (Rue)
- Saint-Louis (Place)
- Saint-Louis (Rue)
- Saint-Marcel (Rue de)
- Saint-Mauxe (Chemin de)
- Saint-Michel (Allée)
- Saint-Sauveur (Rue)
- Sainte-Catherine (Côte)
- Sainte-Marguerite (Chemin de)
- Sainte-Catherine (Rue)
- Sainte-Geneviève (Rue)
- Samson (Rue)
- Saudrerie (Rue de la)
- Seine (Allée de la)
- Seine (Quai de)
- Seine (Rue de la)
- Sentier sous Le Parc (Rue du)
- Séquoia (Rue du)
- Sérants (Sentier de)
- Soleil (Rue du)
- Somme (Rue de la)
- Soupirs (Rue des)
- Stands (Allée, des)
- Steinlen (Rue)[1]

## T
- Tanneurs (Rue des)
- Tilly (Rue de)
- Toul (Rue de)
- Tourne Bride (Rue du)
- Traversier des Moreaux (Sente)
- Trois Cailloux (Rue des)
- Trou Maillet

## V
- Val (Sente du)
- Val d'Aconville (Rue du)
- Valentin Gaumont (Rue)
- Vallée (Rue de la)
- Valmeux (Chemin des)
- Valmeux (Rue des)
- Valmeux Prolongée (Rue des)
- Vaux Buis (Rue des)
- Verdun (Rue de)
- Véronique (Allée)
- Victor-Hugo (Avenue)
- Vieilles (Sente des)
- Vieux Château (Rue du)
- Vieux René (Place du) Site classé (1932)[2]
- Vignes (Rue des)
- Virolet (Rue du)
- Vulcain (Place)

## W
- Winston Churchill (Avenue)
- Worcester (Rue de)

## Y
- York (Rue d')
- Yser (Rue de l')
- Yvelin (Rue)

## Z
- Zmyslony (Pierre, boulevard)